# Ottmarsheim
Ottmarsheim é uma comuna francesa na região administrativa de Grande Leste, no departamento Alto Reno. Estende-se por uma área de 25,64 km². Em 2010 a comuna tinha 1 980 habitantes (densidade: 77,2 hab./km²).